# يوسف دوخي
يوسف فرحان دوخي (1934  - 6 سبتمبر 1990 )، موسيقار كويتي. حاصل على شهادة دبلوم المعهد العالي للموسيقى العربية في القاهرة في عام 1967، وحصل في 16 يناير 1975 على شهادة الماجستير عن الأغاني الكويتية وفي 22 أبريل 1981 حصل على شهادة الدكتوراه في التربية الموسيقية في تحليله ونقده لكتاب الأغاني للأصفهاني.

## البدايات
كان في بداية حياته يعمل في البحر بمهنة نهام (مغني) في السفن.

## التعليم والعمل
- التحق بالمعهد الديني، وفي عام 1964 سافر إلى مصر لدراسة الموسيقى بمعهد الموسيقى العربية وحصل على دبلوم المعهد عام 1967، ثم حصل على البكالوريوس عام 1971.
- حصل على درجة الماجستير المعهد العالي للتربية الموسيقية عام 1975 بأطروحة الاغاني الكويتية.[5]
- في 22 أبريل 1981 عُيِّن عميداً للمعهد العالي للفنون الموسيقية في الكويت.[3]
- وهو أول حاصل على شهادة الدكتوراه في الموسيقى في الخليج. [محل شك]

## العائلة
- هو شقيق الفنان الراحل عوض دوخي.[6]
- له من الإخوان غير الأشقّاء عبد اللطيف دوخي محمد دوخي خليفة دوخي. ودوخي فرحان دوخي وعدة أخوات.
- كان متزوجاً ولديه ابنتان هما: رحاب وياسمين.

## الوفاة
توفي الفنان يوسف دوخي أثناء الغزو العراقي بسبب قلة الدواء، وكان مصاب بمرض سرطان الرئة.

## كتب عنه
- يوسف دوخي، الكاتب صالح الغريب، الطبعة الأولى 1997.[7]
- كتب أ . غنام الديكان: يوسف الدوخي هو فنان بدأ نشاطه الفني بناتجات فنية متعددة مثل التأليف والتلحين والغناء، وكان من المبدعين في التلحين وإدخال لون الطنبورة بشكل وثوب جديد وحديث يسمح بالتلحين على المقامات الشرقية خلافا لما كان متبع في الحانها القديمة التي كانت الحانها الأساسية على المقامات الخماسية المعروفة لدى جميع المتخصصين في الموسيقى، ولحسن توافق الطمبور الذي عمله الفنان يوسف الدوخي مع أكثر إيقاعات أكثر أنواع الغناء الشعبي المكوّن من ميزان (6-8)، لهذا انتشرت هذا النوع الذي هو من ألوان الغناء المتوافق معه.